# Fritz Jacobs
Fritz Jacobs (Pseudonym: Hans Sternau; * 2. August 1876 in Altenessen; † 5. Januar 1955 in Mülheim an der Ruhr) war ein deutscher Schriftsteller.

## Leben
Fritz Jacobs lebte als Schriftsteller und Rezitator in Mülheim-Broich. Sein Werk umfasst Gedichte und Theaterstücke, meist humoristischen Charakters und häufig zu Themen aus der Seefahrt.

## Werke
- Die gefürchtete Alte, Mülheim-Broich 1903
- Humoresken, Mülheim a.d. Ruhr 1905
- Den Blick aufs Meer, Germane!, Mülheim a.d. Ruhr 1908
- Die Linientaufe, Mülheim-Broich 1909
- Bei Dijon oder Die Fahne der 61er, Mülheim-Broich 1911
- Humor und Scherz für's Herz, Mülheim a.d. Ruhr 1911
- Eine tolle halbe Stunde, Mülheim-Broich 1911
- Bismarck, Mülheim (Ruhr) 1924
- Das deutsche Heldenlied zur See!, Mülheim-Ruhr 1924
- Die Musterung auf dem Meeresgrunde, Berlin 1928

| Personendaten    | Personendaten             |
| ---------------- | ------------------------- |
| NAME             | Jacobs, Fritz             |
| ALTERNATIVNAMEN  | Sternau, Hans (Pseudonym) |
| KURZBESCHREIBUNG | deutscher Schriftsteller  |
| GEBURTSDATUM     | 2. August 1876            |
| GEBURTSORT       | Altenessen                |
| STERBEDATUM      | 5. Januar 1955            |
| STERBEORT        | Mülheim an der Ruhr       |